# Рыцарский крест Железного креста
Ры́царский крест Желе́зного креста́ (нем. Ritterkreuz des Eisernen Kreuzes) — степень военного ордена Железного креста, высший орден нацистской Германии, признание особой храбрости в бою или успехов в руководстве войсками во время Второй мировой войны. Введён 1 сентября 1939 года с восстановлением ордена Железного креста. Имел пять степеней, появлявшихся по ходу войны. Самой распространённой была низшая степень — собственно Рыцарский крест, ею награждены 7365 человек.
Из них сухопутные войска вермахта — 4770 человек, люфтваффе — 1787 человек, кригсмарине — 318 человек, иностранные воинские формирования (союзники Германии) — 43 человека, СС — 466 человек.
Рыцарским крестом были награждены все участвовавшие в войне 18 фельдмаршалов сухопутных войск, оба гросс-адмирала и все шестеро фельдмаршалов люфтваффе.
Среди награждённых Рыцарским крестом всего было 48 иностранцев: 18 румын, девятеро итальянцев, восьмеро венгров, четверо эстонцев, по двое словаков, японцев, испанцев, финнов и один бельгиец.
Кроме того, 15 февраля 1945 года и 23 марта 1945 года Рыцарским крестом награждены вымышленные герои: боец Гитлерюгенда Гюнтер Новак (его выдумал командир Фольксштурма Сакс) и подполковник Генрих Шерхорн (операция советской разведки, организованная Павлом Судоплатовым).
Внешне повторяет форму и способ ношения Большого креста Железного креста, но вместо золотой имеет серебряную оправу. Носители Рыцарского креста имели право не закрывать воротник шинели, чтобы награда была видна.
На немецком солдатском жаргоне награда имела неофициальные названия «жестяной галстук» и «шейное железо». Про военнослужащих, которые из честолюбия целенаправленно стремились получить её, их сослуживцы говорили, что у тех «болит шея» или они «страдают ангиной».

## История
Внешний вид
Рыцарский крест состоял из трёх основных частей: железной основы, лицевой и наружной рамок. Данная рамка в большинстве случаев изготавливалась из серебра, а также так называемого «немецкого серебра» — сплава меди, цинка, никеля. В конце войны некоторые экземпляры содержали только цинк. Основа изготавливалась из чистого железа, за исключением морских наград, которые изготавливались из чернёной латуни для ношения в условиях морского климата.
Рыцарский крест внешне соответствует Железному кресту 1-го класса, но отличается тем, что он
- чуть больше
- носился на чёрно-бело-красной орденской ленте (в цветах рейха).

Ношение
Носился на шее на ленте. Отдельным лицам разрешалось для более жёсткого закрепления награды применять различного вида скобы, зажимы и некоторые другие способы. Известны случаи, когда при выходе на боевые задания вместо Рыцарских крестов использовались Железные кресты 2-го класса во избежания повреждения или потери награды. При награждении более высокой степенью Рыцарского креста младшая степень заменялась на старшую.

## Степени Рыцарского креста Железного креста
Было пять степеней этой награды:
- Рыцарский крест Железного креста — 7384 награждённых
- Рыцарский крест Железного креста с дубовыми листьями (с 3 июня 1940) — 890 награждённых, в том числе 9 иностранцев (3 румына, 2 японца, финский швед, испанец, бельгиец и эстонец)
- Рыцарский крест Железного креста с дубовыми листьями и мечами (с 15 июля 1941) — 160 награждённых, включая одного японца
- Рыцарский крест Железного креста с дубовыми листьями, мечами и бриллиантами (с 28 сентября 1941 по 8 мая 1945) — 27 награждённых
- Рыцарский крест Железного креста с золотыми дубовыми листьями, мечами и бриллиантами (с 29 декабря 1944) — 1 награждённый (полковник Ганс-Ульрих Рудель)

### Рыцарский крест Железного креста

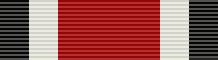
Лента

Учреждён 1 сентября 1939 года.
Награждался: личный состав вермахта и военных партийных организаций за выдающиеся военные заслуги
Условия награждения:
- Был ранее представлен к награждению Железным крестом 1-го класса или пристёжкой этого же класса
- За выполнение особо трудных заданий и проявленную отвагу в бою.

Считалось, что для награждения Железным крестом 2-го класса достаточно проявления единичного случая храбрости (например, пехотинец в бою подобрался к пулемётной точке противника, забросал её ручными гранатами и уничтожил, открыв путь своему подразделению). Для награждения Железным крестом 1-го класса необходимо было совершить (единовременно или нарастающим итогом) примерно в три раза более значимые действия, а для награждения Рыцарским крестом Железного креста — примерно в 5-6 раз более значимые, чем те, за которые полагался Железный крест 2-го класса.
Незадолго до окончания войны 7 марта 1945 года Гитлер приказал, чтобы каждый солдат, уничтоживший 6 танков противника с помощью фаустпатрона или других средств ближнего боя, незамедлительно представлялся к награждению Рыцарским крестом Железного Креста. При этом, очевидно, предполагалось, что к моменту уничтожения шестого танка солдат уже будет представлен к Железным крестам 2-го и 1-го класса.
Относительно военнослужащих люфтваффе:
- Был ранее представлен к награждению Железным крестом 1-го класса или пристёжкой этого же класса
- Накопление 20 баллов. Один балл начислялся пилоту-истребителю за уничтожение одномоторного самолёта противника, а число баллов за уничтоженный многомоторный самолёт обуславливалось количеством моторов на нём. За воздушные победы, совершённые в ночное время, баллы начислялись в двойном размере. Для лётчиков бомбардировочной, штурмовой, разведывательной и транспортной авиации существовала своя система баллов.

Для кригсмарине:
- Был ранее представлен к награждению Железным крестом 1-го класса или пристёжкой этого же класса
- За потопление кораблей общим водоизмещением не менее 100 000 тонн
- За выполнение особо трудных заданий и отвагу, проявленную в бою

Первое представление:
30 сентября 1939 года
Общее количество награждённых:
7312 немца (включая иностранцев, имевших принадлежность к Третьему рейху) и 43 иностранца (граждан стран-союзников Германии).
Были лишены награды за предательство (дезертирство) 15 человек.
Грамота вручения: Красная обложка с золотым орлом на лицевой стороне. На внутренней стороне грамоты указаны имя, фамилия и звание награждённого

### Рыцарский крест Железного креста с дубовыми листьями

Лента
Рыцарский крест Железного креста с Дубовыми Листьями

Учреждён 3 июня 1940 года.
Награждался: личный состав вермахта и военных партийных организаций, ранее награждённый Рыцарским крестом Железного креста, — за выдающиеся военные заслуги
Условия награждения:
- за выполнение особо трудных заданий и проявленную отвагу в бою
- для люфтваффе: достаточно большое накопление баллов
- для кригсмарине: потопление кораблей общим водоизмещением не менее 200 000 тонн

Первое представление:
19 июля 1940 года — генерал Эдуард Дитль за умелое командование во время битвы при Нарвике.
Общее количество награждённых:
890 человек, в том числе 881 немец и 9 иностранцев (3 из Румынии, 2 из Японии и по одному из Финляндии, Венгрии, Эстонии и Испании). Иностранцы получали награды без номера, кроме Альфонса Ребане из Эстонии. В последние дни войны представлены ещё 20 человек (Austermann, Dank, Görtz, Hrdlicka, Huppert, Jähnert, Kaiser, Kerscher, Krämer, R.Krüger, Lambert, Leth, Lobmeyer, Meissner, Albr.Müller, Polack, Reimann, Rentschler, Stracke, Tittel), но награждение официально не подтверждено командованием.
Были лишены награды за предательство Зейдлиц-Курцбах и Фегелейн.
Внешний вид: Идентичен Рыцарскому кресту Железного креста, единственное отличие состояло в наличии серебряной клипсы, изображавшей дубовые листья и прикрепляемой над крестом, в месте, где находилась петля для ленты. Три дубовых листа размещались следующим образом: средний располагался по центру и перекрывал два других, находящихся под ним. Примечательно, что центральный лист имел справа четыре выступа, а слева пять. Размер этого дополнительного фрагмента был 20×20 мм, весил он около 6 граммов.
Грамота вручения: Белая обложка с золотым орлом на лицевой стороне. На внутренней стороне грамоты указаны имя, фамилия и звание награждённого.

### Рыцарский крест Железного креста с дубовыми листьями и мечами

Лента
Рыцарский крест Железного креста с Дубовыми листьями и Мечами

Учреждён 15 июля 1941 года специально для войск, воевавших на территории СССР, для повышения морального духа солдат и офицеров.
Награждался личный состав вермахта и военных партийных организаций за выдающиеся военные заслуги.
Условия награждения:
- Был ранее представлен к награждению Рыцарским крестом Железного креста с дубовыми листьями
- За выполнение особо трудных заданий и проявленную отвагу в бою

Для офицеров люфтваффе:
- Был ранее представлен к награждению Рыцарским крестом Железного креста с дубовыми листьями
- Достаточно большое накопление баллов

Для кригсмарине:
- Был ранее представлен к награждению Рыцарским крестом Железного креста с дубовыми листьями
- За потопление кораблей общим водоизмещением не менее 300 000 тонн
- За выполнение особо трудных заданий и отвагу, проявленную в бою

Первое представление — 21 июля 1941 года — оберстлейтенант люфтваффе Адольф Галланд за его 69-ю победу в воздухе на Западном фронте (ещё до того, как награда была официально утверждена).
Общее количество награждённых — 159 немцев, 1 японец (адмирал Исороку Ямамото в 1943 году, посмертно). Всего 160 человек. Был лишён награды («за предательство») один награждённый — Герман Фегелейн.
Внешний вид: идентичен Рыцарскому кресту Железного креста, отличался лишь фрагментом в виде скрещённых мечей, располагающихся прямо под листьями. Размер скрещённых мечей — 25×10 мм, полный вес фрагмента составлял примерно 7,8 грамма. Мечи скрещивались под углом 40°. Немцы с юмором называли дубовые листья «спаржей», а дубовые листья с мечами — «спаржей на шпажках».
Грамота вручения: белая обложка с широкой золотой лентой и золотым орлом на лицевой стороне. На внутренней стороне грамоты написаны имя, фамилия и звание награждённого.

### Рыцарский крест Железного креста с дубовыми листьями, мечами и бриллиантами

Лента
Рыцарский крест Железного креста с Дубовыми Листьями, Мечами и Бриллиантами

Учреждён 28 сентября 1941 года специально для войск, воевавших на территории СССР, для повышения морального духа солдат и офицеров.
Награждался: личный состав вермахта и военных партийных организаций за выдающиеся военные заслуги
Условия награждения:
- Был ранее представлен к награждению Рыцарским крестом Железного креста с дубовыми листьями и мечами
- За выполнение особо трудных заданий и проявленную отвагу в бою

Относительно офицеров люфтваффе:
- Был ранее представлен к награждению Рыцарским крестом Железного креста с дубовыми листьями и мечами
- Достаточно большое накопление баллов

Для кригсмарине:
- Был ранее представлен к награждению Рыцарского креста Железного креста с дубовыми листьями и мечами
- За потопление кораблей общим водоизмещением не менее 400 000 тонн
- За выполнение особо трудных заданий и отвагу, проявленную в бою

Первое представление: (не соответствует дате учреждения ордена!!!)
15 июля 1941 года — ас люфтваффе Вернер Мёльдерс за свою 101-ю победу в воздухе, последние 28 из которых были совершены во время первых 24-х дней войны с Советским Союзом (ещё до того, как награда была официально утверждена)
Общее количество награждённых:
27 немцев
Внешний вид: Рыцарский крест Железного креста с дубовыми листьями, мечами и бриллиантами имел дополнительный фрагмент, изготовленный из серебра 935 пробы и украшенный 45 или 50 бриллиантами. Общий вес этих бриллиантов равнялся приблизительно 2,7 карата, что вместе с серебряной частью составляло около 18 граммов. Первоначально бриллианты крепились только на дубовых листьях, однако в соответствии с изменённой редакцией статута ордена от 28 сентября 1941 г. бриллианты стали крепить и на рукоятках мечей. Каждому награждённому вручались два экземпляра дополнительного фрагмента: один с настоящими бриллиантами, а другой (для повседневного ношения) с камнями, имитирующими бриллианты.
Грамота вручения: Темно-синяя/чёрная обложка с широкой золотой лентой и золотым орлом на лицевой стороне. На внутренней стороне грамоты названы имя, фамилия и звание награждённого

### Рыцарский крест Железного креста с золотыми дубовыми листьями, мечами и бриллиантами

Лента – версия
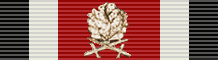
Лента
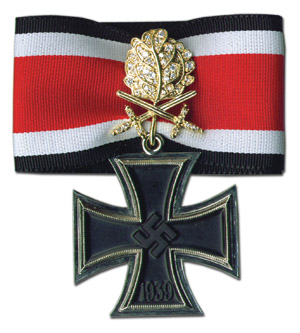
Рыцарский крест Железного креста с золотыми дубовыми листьями, мечами и бриллиантами

Учреждён 29 декабря 1944 года
Награждался: личный состав вермахта и военных партийных организаций за особо выдающиеся военные заслуги
Штаб-квартира фюрера, 29 декабря 1944 г.:

«В качестве высшей награды за храбрость я утверждаю Рыцарский крест ордена Железного Креста с золотыми дубовыми листьями, мечами и бриллиантами. Этой награды могут быть удостоены только 12 наиболее отважных военнослужащих, подвиги которых отмечены всеми степенями Рыцарского креста ордена Железного креста. Моё распоряжение от 1 сентября 1939 г. о восстановлении ордена Железного креста следует соответствующим образом дополнить».— Фюрер Адольф Гитлер
Условия награждения:
- Был ранее представлен к награждению Рыцарским крестом Железного креста с дубовыми листьями, мечами и бриллиантами.
- За выполнение особо трудных заданий и проявленную отвагу в бою.

Относительно офицеров люфтваффе:
- Был ранее представлен к награждению Рыцарским крестом Железного креста с дубовыми листьями, мечами и бриллиантами.
- Достаточно большое накопление баллов.

Для кригсмарине:
- Был ранее представлен к награждению Рыцарского креста Железного креста с дубовыми листьями, мечами и бриллиантами.
- За потопление кораблей общим водоизмещением не менее 500 000 тонн.
- За выполнение особо трудных заданий и отвагу, проявленную в бою.

Первое представление:
1 января 1945 года — ас люфтваффе Ганс-Ульрих Рудель за 2530 боевых вылетов, во время которых, по официальным данным люфтваффе, уничтожил около 2000 единиц боевой техники, в том числе 519 танков, 150 самоходных орудий, четыре бронепоезда, два крейсера, эсминец и линкор «Марат».
Общее количество награждённых:
Официально во время Второй мировой войны: один человек (Ганс-Ульрих Рудель).
Грамота вручения: Темно-синяя/чёрная обложка с широкой золотой лентой и золотым орлом на лицевой стороне, с золотыми, вместо серебряных, дубовыми листьями. На внутренней стороне грамоты указаны имя, фамилия и звание награждённого.

## Система накопления баллов
Для люфтваффе:
Первая степень ордена присваивалась (первоначально) по достижении 20 баллов и с каждой новой степенью, по нарастающей.
- 1 балл — за уничтожение одномоторного самолёта, либо добитие повреждённого четырёхмоторного самолёта
- 2 балла — за уничтожение двухмоторного самолёта, либо за повреждение четырёхмоторного самолёта с оставлением им своего строя
- 3 балла — за уничтожение четырёхмоторного самолёта

Все баллы удваивались в ночные боевые полёты.